# Clément Tabur
Clément Tabur (ur. 24 stycznia 2000 w Reims) – francuski tenisista, zwycięzca juniorskiego Australian Open 2018 w grze podwójnej.

## Kariera tenisowa
W karierze zwyciężył w trzech singlowych oraz dziewięciu deblowych turniejach rangi ITF.
W 2018 roku, startując w parze z Hugo Gastonem, zwyciężył w juniorskim turnieju wielkoszlemowym Australian Open. W finale francuska para pokonała debel Rudolf Molleker–Henri Squire 6:2, 6:2.
W tym samym sezonie podczas French Open zadebiutował w turnieju głównym imprezy wielkoszlemowej w grze podwójnej. Startując w parze z Gastonem, odpadł w pierwszej rundzie turnieju.
Podczas igrzysk olimpijskich młodzieży 2018 w Buenos Aires wywalczył brązowy medal w grze podwójnej, startując w parze z Hugo Gastonem.
W rankingu gry pojedynczej najwyżej był na 360. miejscu (9 maja 2022), a w klasyfikacji gry podwójnej na 385. pozycji (2 marca 2020).

### Finały juniorskich turniejów wielkoszlemowych

#### Gra podwójna (1–0)
| Końcowy wynik | Nr | Data             | Turniej                    | Nawierzchnia | Partner     | Przeciwnicy                  | Wynik finału |
| ------------- | -- | ---------------- | -------------------------- | ------------ | ----------- | ---------------------------- | ------------ |
| Zwycięzca     | 1. | 27 stycznia 2018 | Australian Open, Melbourne | Twarda       | Hugo Gaston | Rudolf Molleker Henri Squire | 6:2, 6:2     |